# Uvariodendron pycnophyllum
Uvariodendron pycnophyllum là một loài thực vật thuộc họ Annonaceae. Đây là loài đặc hữu của Tanzania.